# Народний етнографічний хор «Гомін» Леопольда Ященка

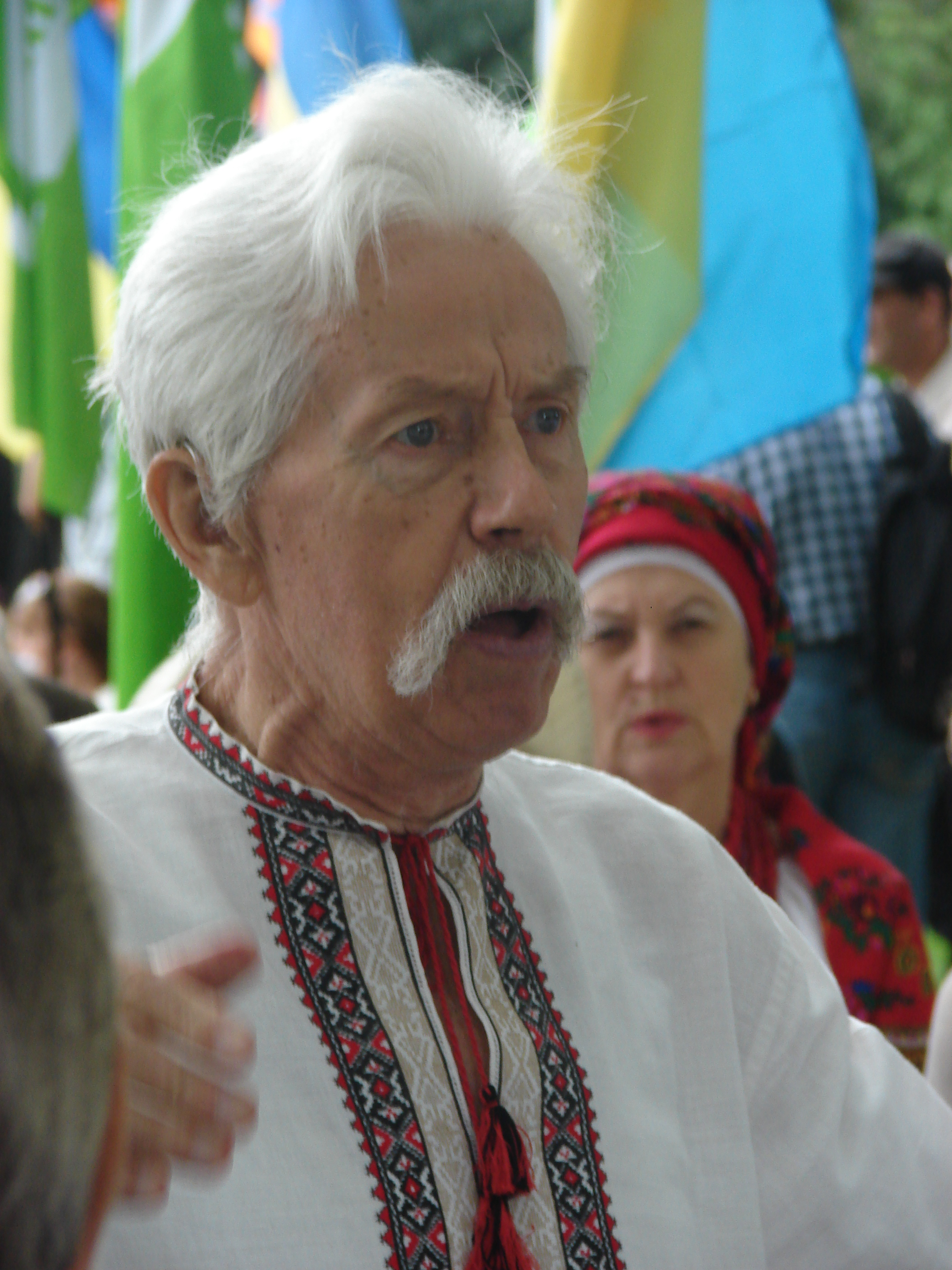
Леопольд Ященко, керівник хору

Хор «Гомін» — аматорський хоровий колектив, головними завданнями якого є підтримка масового побутового співу та відродження традиційних народних свят на теренах великого міста. Засновник і керівник Леопольд Ященко (1928—2016).
З квітня 2016 до грудня 2022 року «Гомоном» керувала Валентина Команчук, диригент-хормейстер хору у різний час у 1970–2016 роках.
Керівник хору з 2022 року — Народний артист України, професор Зеновій Корінець.

## Історія
Ідейним натхненником хору був Іван Гончар, який виділив зі своєї приватної колекції народні строї для перших учасників «Гомону». Серед них були Ніна Матвієнко, Оксана Мешко, Олесь Харченко, Надія Світлична, Євген Чередниченко та його дружина Віра, Михайло Гуць, Лідія Орел, Віктор Андрійчук, Володимир Данилейко, Ігор Голобуцький, Стефанія та Юрій Гулії, Алла та Іван Дебелюки (Аллаб до шлюбу Коваль, потрапила до хору пізніше) тощо.
Дебютував «Гомін» виконанням веснянок у парку над Дніпром, а згодом на святі Івана Купала на Трухановому острові та в Гідропарку. Учасники «Гомону» — люди різних поколінь і професій, яких об'єднала любов до рідної мови, української пісні та минувшини, які прагнули відродити національні традиції, розбудити національну свідомість українців.
Хор відомий також як хор Ященка, створений 1969 року.

## Переслідування
1971 хор був заборонений як «націоналістичний», а його учасники зазнали переслідувань. Ці події описані в книзі «Ми просто йшли…» Лідії Орел, Леопольд Ященко.. Органи безпеки, а потім і партійні органи побачили в діяльності «Гомону» і в його репертуарі …"буржуазний націоналізм". Почались переслідування учасників ансамблю. Одних викликали на «проработку» за місцем праці чи навчання, інших викидали з роботи, нічого не пояснюючи, а ще з іншими «розмовляли» в КДБ.
Як виявилось під час розмов у парткомах, КДБ дав партійним органам завідомо викривлену інформацію про завдання і репертуар «Гомону», пустивши в хід брудні вигадки і наклепи. Так, парторг факультету журналістики КДУ Рубан на партійних зборах заявляв, що «Гомін» — це підпільна організація (при тому, що міськком партії та міське хорове товариство надало колективу приміщення в палаці культури «Харчовик» !). А члена Спілки композиторів України кандидата наук Л. Ященка той же Рубан назвав некваліфікованим робітником, «який ніде не працює і якому збирають по 5 крб. на прожиття». Переслідування почалися з початком 1970 року — спочатку після колядування, потім після ювілею Лесі Українки.
Втратили роботу учасники хору:
- Раїса Мордань, 1939 р.н., дружина поета В. Морданя, музична вихователька дитсадка № 504;
- Однією з причин звільнення з роботи була участь в хорі «Гомін» письменника і журналіста, співробітника АН УРСР Володимира Данлиейка, 1930 року народження;
- Надія Волкович, 1947 р.н., вихователька дитсадка № 464;
- Марія Глущук, 1944 р.н., учителька української мови і літератури;
- Ірина Монкевич,1935 р.н., агрономка Української сільськогосподарської академії;
- Ніна Лащенко,1950 р.н., старша піонервожата СШ № 139 м. Києва.

Проробляли в парткомах (чи КДБ) і категорично заборонили відвідувати хор під загрозою викинення з роботи таким особам:
- Грищук Марія, студентка політехнічного інституту, 1949 р.н.,комсомолка.
- Вашкаріна Ніла — 1948 р.н., комсомолка, лаборантка заводу «Комуніст»
- Ковальчук Тетяна — 1951 р.н., студентка КДУ, лаборантка Ленінського РВНО.
- Гайдук Тетяна — 1948 р.н., студентка КПІ, комсомолка.
- Ролянова Алла — 1946 р.н., філолог, працівниця видавництва кду.
- Тесленко Людмила — 1952 р.н., комсомолка, працівниця гідрометеорологічної обсерваторії.
- Гудима Манолій — 1947 р.н., інженер-будівельник бу-1 м. Києва.
- Іськів Богдан — 1936 р.н., канд. мед. наук, працівник інституту вдосконалення лікарів. В парткомі інституту йому категорично заборонили ходити на хор, сказавши, що хор — націоналістичний. Іськів доводив, що репертуар хору цілком етнографічний і нічого в ньому немає, на що почув, що релігія теж не заборонена, але боротьбу з нею провадять…
- Мазур Андрій — 1929 р.н., інженер, працює в училищі заводу «Більшовик».
- Савченко Людмила — 1934 р.н., інженерка фабрики фотопаперу. Їй, крім заборони відвідувати хор, в парткомі фабрики ставили в вину навіть те, що у відпустку поїхала в Карпати, а не в Крим, а також те, що купила роман Олеся Гончара «Собор».
- Самутіна Галина — 1929 р.н., художниця видавництва «Веселка».
- Сенченко Ольга — 1942 р.н., художниця видавництва «Веселка».

Багато осіб викликали на «бесіди» в парткоми й КДБ з приводу участі в «Гомоні», і хоч прямо не забороняли ходити на репетиції, але називали хор націоналістичним і не «радили» його відвідувати, часом відверто погрожуючи можливими санкціями.
«Гомін» остаточно був розігнаний 20 вересня 1971 року, хоч офіційно про це ніхто не заявляв. Того дня було скликано в палаці "Харчовик " збори колективу в присутності партійного керівництва. Керівник хору композитор Л.Ященко та ще кілька хористів спробували захистити як колектив, так і саму ідею етнографічного ансамблю, не прикутого до сцени, але їм закрили рота. У заключному слові директор «Харчовика» Н.Жукова сказала: «Нікто нікакіх реклам ні о каком „Гомоне“ давать не будет. Есть у нас общій хор дворца культури, приходіте, будем работать, петь украінскіе народниє песні, песні украінскіх советскіх композіторов, песні о родіне і песні о партії» Це означало фактичний розпуск колективу.

## Друге «пришестя Гомону»
Свою діяльність «Гомін» відновив 1984 року, однак і надалі зазнавав утисків з боку влади. Протягом 1985-2000-х діяв при Будинку культури «Київметробуду». 2005-го отримав звання «Народний».

## Репертуар
У репертуарі «Гомону» понад 600 пісень, серед яких — колядки та щедрівки: «Прилетіла ластівочка», «А в цьому дворі красна панна», «Ой красна-рясна в лузі калина», «Стояла сосна серед Дунаю»; веснянки та ігрові хороводи — «Ой по горі, по горі», «Берегом, берегом», «Коло млина калина», «Ой веснонько, весно»; купальські й петрівчані пісні — «Ой да тихо, тихо Дунай воду несе», «Ой на Івана, ой на Купала». Хор виконує також козацькі, рекрутські, стрілецькі та повстанські пісні, а також пісні на слова і музику Л. Ященка: «Золотистий туман», «Київське танго», «Купальська ніч», «Збираймо родину», «Бережімо своє ім'я», «За нашу Україну», пісні про Чорнобильську трагедію — «Покинуті оселі», «Порвалась остання струна» та ін. Серед пісень, що виконує «Гомін», чимало на слова Тараса Шевченка та інших українських поетів. Колектив та його керівник охоче діляться репертуаром, опублікувавши на сайті «Гомону» [Архівовано 26 вересня 2015 у Wayback Machine.] понад півтисячі пісень з нотами та комп'ютерним відтворенням звуку.

## Ансамблі зі складу хору
камерний — «Криниця», автентичного фольклору — «Радосинь», чоловічий гурт «Козаки», музики — родина Вербовецьких. Тривалий час у складі «Гомону» співав також гурт «Чумаки». Колектив хору є організатором свят народної пісні та «недільних співів» для всіх охочих.
«Гомін» — особливе явище в історії духовної культури сучасної України. Саме «Гомін» вперше після довгих десятиліть заборони заспівав у Києві «Ще не вмерла Україна», «Не пора, не пора», «Ой у лузі червона калина», «За Україну», «Боже Великий, Єдиний» та ін. «Гомін» — незмінний учасник всіх важливих громадсько-політичних і культурних акцій Києва.
Про хор «Гомін» та його керівника знято кілька фільмів, зокрема:
- «Сійся, родися…», «Сопілка Леопольда Ященка» (кіноальманах «Культурна спадщина», вип. 1) — 1991, реж. Б. Бойко
- «Рондо» (кіноальманах «Майстерня», вип. 2 — «Многії літа») — 1997, реж. Т. Дудар

## Окремі публікації
- Ященко Л. Відроджуймо в собі себе // Журн. Україна. — 1990. — № 15.
- Кагарлицький М. Храм народної пісні // Вітчизна. — 1992. — № 4.
- Мельник О. Вогнище Леопольда Ященка // Українська газета. — 2000. — 10 лют.
- Гуць М. Прапороносець відродження українського народного співу в Києві // Журн. Народна творчість та етнографія. — 2003. — № 4.
- Гулій Ю. «Гомін, „Гомін“ та відгомін». Українська Видавнича Спілка, Центр Нац. Відродж. ім. С. Бандери — К ., 2003.
- Лідія Орел, Леопольд Ященко Ми просто йшли…: спогади / упорядники Л. Г. Орел, Л. І. Ященко Ніжин: ТОВ «Гідромакс», 2010. ISBN 978—966 -2259-08-7